# مادوخالی
مادوخالی (به لاتین: Madhukhali) یک منطقهٔ مسکونی در بنگلادش است که در ناحیه فریدپور واقع شده‌است. مادوخالی ۲۳۰٫۲ کیلومتر مربع مساحت و ۱۶۵٬۴۳۸ نفر جمعیت دارد.